# Чорна вдова (Чечня)
Чóрні вдóви або шахíдки — чеченські жінкі-смертниці, які влаштовували теракти в Росії на початку XXI століття.
Середній вік — 16-40 років. Станом на 2003 рік понад три десятки чеченок здійснили або намагалися здійснити самогубні вибухи на російських об'єктах.

## Передумови та мотиви
Після початку Другої російсько-чеченської війни (1999) на території Російської Федерації зросла кількість терористичних актів, скоєних переважно жінками. Вважається, що їхніми мотивами було бажання помститися росіянам за вбитих на війні чоловіків (саме тому їх і називають «чорними вдовами»), та/або скоїти самопідрив як шахід з метою попадання до раю. За словами журналістки Юлії Юзік, жінок, скоївших самопідрив, вербували, накачували наркотиками та психотропними речовинами, проводили з ними бесіди про іслам, Коран і рай, змушували читати відповідну літературу та слухати відповідну музику, часто ґвалтували. Юзік також писала в своїй книзі «Наречені Аллаха», що жінок на самогубство часто віддавали їхні батьки, також багато з них мали зв'язки із ваххабітами. Середній вік смертниць — 16-40 років; за словами Юлії Юзік, смертниць різного віку вербували по-різному. Багато шахідок під час скоєння терактів були вагітними та знаходилися під впливом наркотичних або психотропних речовин. Юзік зазначає в своїй книзі, що в більшості випадків жінки не скоювали підрив самостійно — за них це робили дистанційно інші люди.

## Перебіг подій

### 2000 рік
7 червня. Сімнадцятирічна Хава Бараєва, двоюрідна сестра Арбі Бараєва, разом із іншою молодою дівчиною підірвала начинену вибухівкою вантажівку поруч із російським військовим об'єктом в селі Алхан-Кала. Трьох російських військовослужбовців вбито, ще п'ятьох поранено. Цей теракт став першим терактом за участю жінки-смертниці в історії сучасної Росії. Відомий чеченський бард Тимур Муцураєв присвятив Хаві Бараєвій пісню «Наші сестри», яка пізніше стала так званим «гімном шахідок». У 2002 році родич Бараєвої, Мовсар Бараєв, був керівником групи, яка захопила театральний центр на Дубровці в Москві.

### 2001 рік
29 листопада. Двадцятирічна Айза Газуєва підірвала себе біля військового коменданту Урус-Мартану за допомогою вибухівки, яку вона сховала під своїм одягом. Теракт був спрямований проти генерал-майора російської армії Гайдара Гаджиєва, який за декілька місяців до вибуху вбив чоловіка Газуєвої. Гаджиєв та його охоронець загинули. За словами Юлії Юзік, після того, як чоловіка Айзи вбили, в її житті з'явився вербувальник, який і підштовхнув її до самогубства.

### 2002 рік
5 лютого. Шістнадцятирічна Зарема Інаркаєва намагалася скоїти теракт в Старопромисловському РВВС проти місцевого начальника. Бомбу привели в дію дистанційним управлінням ще до того, як дівчина зайшла до потрібного кабінету. Через несправність вибухівки, вибух не був потужним, і поранень зазнала тільки терористка. У книзі Юлії Юзік зазначалося, що за декілька місяців до теракту дівчину викрали та утримували в квартирі, накачуючи психотропними речовинами та ґвалтувавши.
23—26 жовтня. Захоплення заручників 40 бойовиками в театрі на Дубровці в Москві. Серед загарбників було 19 жінок-смертниць з «поясами шахіда». Вік смертниць — від 16 до 40 років. Жодна з них так і не підірвала вибухівки, а вранці 26 жовтня усі терористи (за деякими даними, деякі з них зуміли втекти) були вбиті під час штурму російським спецназом. Юлія Юзік пише в своїй книзі, що більшість смертниць були завербовані та обманним шляхом відправлені на Дубровку, а багатьох з них туди відправили їхні батьки.
27 грудня. Дві начинені вибухівкою вантажівки протаранили загородження Будинку Уряду Чечні в Грозному в зоні, що особливо охороняється, і вибухнули на його території. Машинами, в які було закладено більше тонни вибухівки, керували терористи-смертники, серед яких була молода дівчина. У результаті вибуху близько 70 людей загинули, декілька сотень зазнали поранень. Відповідальність за теракт взяв на себе Шаміль Басаєв.

### 2003 рік
12 травня. Дві жінки-терористки таранили вантажівкою, начиненою вибухівкою, урядовий комплекс в селищі Знаменське. У результаті вибуху загинули 59 осіб, десятки зазнали поранень.
14 травня. Під час релігійного свята в селищі Іласхан-Юрт жінка-смертниця підірвала себе і 20 осіб, ще 140 осіб зазнали поранень. Пізніше було встановлено, що теракт скоїли три жінки-терористки.
5 червня. Жінка на ім'я Лідія Хальдихороєва підірвала в Моздоці бомбу поруч з автобусом, в якому їхали російські льотчики. Разом із нею загинули 16 людей.
20 червня. Жінка і чоловік підірвали «КамАЗ» з вибухівкою біля будівлі оперативно-розшукувального бюро МВС в Грозному. Постраждали 36 осіб, загинули тільки терористи.
5 липня. Дві терористи-смертниці підірвали себе під час рокфестивалю «Крила» в Тушино, Москва. Загинули 15 осіб, 60 зазнали поранень. Підрив скоїли Зуліхан Еліхаджиєва та Маріам Шарипова. Відповідальність за теракт взяло на себе угруповання «Ріядус-Саліхін».
9 липня. У центрі Москви затримана 22-річна Зарема Мужахоєва, яка намагалася скоїти теракт в кафе. Під час розмінування бомби загинув офіцер (майор) ФСБ Георгій Трофимов, а Мужахоєва отримала 20 років позбавлення волі.
27 липня. Чеченка скоює самопідрив, коли її зупиняють на вході на базу російської спецслужби південно-східніше Грозного. Легких поранень зазнав випадковий перехожий.
5 грудня. На півдні Ставропольського краю підірвано електропотяг. Близько 44 людей загинули, більше 150 зазнали поранень. Влада говорить, що теракт здійснили три жінки і один чоловік, відповідальність за теракт взяло на себе угруповання «Ріядус-Саліхін».
9 грудня. Жінка на ім'я Хедіжі Мангериєва підірвала «пояс шахіда» перед готелем «Національ», вбивши 6 осіб та поранивши 14. Відповідальність за теракт взяли на себе Шаміль Басаєв і угруповання «Ріядус-Саліхін».

### 2004 рік
24 серпня. У повітрі були підірвані два літака Ту-154 «Москва—Сочі» і Ту-134 «Москва—Волгоград», які вилетіли з московського аеропорту Домодедово. 89 людей загинули. Терористками-смертницями виявилися Амінат Нагаєва і Сацита Джебирханова. Відповідальність за теракт взяв на себе Шаміль Басаєв.
31 серпня. Терористка-смертниця підірвала себе поблизу станції метро «Ризька» в Москві. У результаті теракту загинули близько 10 людей, зокрема терористка і організатор теракту Микола Кипкеєв, близько 50 зазнали поранень.
1—3 вересня. Захоплення заручників у бесланській школі, серед 32 терористів були 2 жінки: Роза Нагаєва (рідна сестра Аманти Нагаєвої, яка підірвала у серпні літак Ту-134) і Маріам Табурова.

### 2007 рік
23 жовтня. На кордоні Казбеківського і Хасав'юртівського районів Дагестану в маршрутному таксі, яке рухалося з Хасав'юрта до села Дилим, підірвала себе терористка-смертниця. Вибух стався поблизу стаціонарного посту ДПС Казбеківського райвідділу міліції, неподалік селища Ленін-аул. У результаті теракту загинула його виконавиця, ще 8 осіб зазнали поранень.

### 2008 рік
6 листопада. У столиці Північної Осетії Владикавказі біля центрального ринку підірвано маршрутне таксі. Вибуховий пристрій привела в дію терористка-смертниця. У результаті терористичного акту загинули 12 осіб, більше 30 зазнали поранень.

### 2009 рік
16 вересня. Вибух біля Дому моди у Грозному. Від самопідриву смертниці постраждали шестеро цивільних і двоє співробітників міліції.

### 2010 рік
29 березня. У Москві на станціях метро пролунали два вибухи. Перший — на станції метро «Луб'янка», стався о 07:56 за місцевим часом, другий — на станції «Парк культури», о 08:40. Обидва теракти скоїли терористки-смертниці. Перший — уродженка Дегестану Мар'ям Шарипова, дружина одного з лідерів дагестанських бойовиків Магомедалі Вагабова, другий — Дженнет Абдурахманова (Абдуллаєва), дружина лідера дагестанських бойовиків Умалата Магомедова, убитого наприкінці 2009 року. У результаті терактів загинули 40 осіб, більше 100 зазнали поранень. За даними спецслужб, одним з організаторів терактів був Гусейн Магомедов, який супроводжував виконавиць з Дагестана в Москву. За даними камер відеоспостереження, він завів одну зі смертниць в метро. Відповідальність за теракти взяв на себе Доку Умаров.
9 квітня. Марина Євлоєва, дружина бойовика, відкрила вогонь по міліціянтам, які проводили спецоперацію в інгушському селі Екажево, а потім підірвала себе.

### 2011 рік
14 лютого. О 19:30 біля сільського відділення міліції в селі Губдене Карабудахкентського району смертниця підірвала бомбу. Другий вибух в цьому ж населеному пункті стався близько 22:35 поблизу міліцейського поста. Бомбу, за даними республіканського МВС, також підірвав смертник. У результаті двох вибухів двоє людей загинули, ще 27 зазнали поранень. Теракт, за даними слідства, скоїли жителі П'ятигорська Віталій Раздобудько та його дружина Марія Хорошева.

### 2012 рік
6 березня. Терористка-смертниця скоїла підрив на посту поліції в селищі Карабудахкент в Дагестані. У наслідку теракту загинули п'ятеро поліціянтів, ще двоє зазнали важких поранень. Як встановили слідчі, смертницею була Амінат Ібрагімова, дружина лідера каспійської групи бойовиків Заура Загірова, убитого у лютому в Дагестані.
27 липня. Під час спецоперації в селищі Альбурикент поблизу Махачкали, де в приватному будинку співробітниками УФСБ та МВС були заблоковані ймовірні бойовики, одна з жінок скоїла самопідрив. За даними спецслужб, були вбиті шестеро бойовиків, а жінка на ім'я Саїдат Юсупова під приводом здатися наблизилася до співробітників правоохоронних органів, і підірвала вибуховий пристрій, закріплений на її тілі.
28 серпня. Смертниця Амінат Курбанова підірвала себе в будинку суфійського шейха Саїда-афанді аль-Чиркаві в селі Чиркей Буйнакського району. У результаті вибуху загинули семеро людей, враховуючи шейха.

### 2013 рік
25 травня. Терористичний акт в Махачкалі, Дагестан, біля будівлі МВС. За інформацією російського антитерористичного комітету, підірвала себе 25-річна Мадіна Алієва, яка раніше була дружиною двох загиблих бойовиків. У результаті вибуху постраждали 20 осіб, 3 поліціянтів загинули.
21 жовтня. Вибух в автобусі у Волгограді. Вибух стався о 14:05 в автобусі «ЛіАЗ», який слідував маршрутом № 29 в Красноармійському районі Волгограда неподалік зупинки «Лісобаза». Причиною вибуху стала детонація вибухового пристрою, виготовленого з двох тротилових шашок і двох гармат, що були начинені шурупами і металічною стружкою, потужність якого сягала 500—600г в тротиловому еквіваленті. У результаті вибуху загинули семеро осіб, поранено ще 37. Смертиницею виявилася 33-річна Наїда Асиялова.